# Formula Kite
Formula Kite es una clase de embarcación, de la modalidad de Kitesurf, elegida por World Sailing para los Juegos Olímpicos de Verano de 2024.